# Torre de guaita de Sant Llorenç de la Muga
La Torre dels Moros és una torre de guaita al terme de Sant Llorenç de la Muga (Alt Empordà) declarat bé cultural d'interès nacional. Al sud-oest i als afores del poble, a l'altre costat del riu, dalt d'un turó hi ha una gran torre de guaita medieval. Aquesta torre dominava i vigilava tota la vall. És una torre cilíndrica aixecada sobre un basament de pedra calcària parcialment treballat. D'una alçada de 10 metres aproximadament, amb 6 metres de diàmetre interior amb murs d'1,80 metres de gruix. L'aparell és de pedra calcària de carreus mal escairats, que a la part baixa no estan ni col·locats formant fileres, mentre que a mesura que van pujant formen filades i els carreus estan més ben tallats. Són visibles espitlleres al mur i mènsules a dalt de tot. La porta d'entrada és allindada i està un metre enlairada del sòl. L'interior és de dues plantes cobertes amb voltes semiesfèriques, a la volta del primer pis són visibles restes de l'encanyissat. No hi ha cap escala completa, per raons defensives. Segons un document del 1292, en temps del rei Jaume II, per defensar el poble, hi havia trenta-cinc homes a la vila, vuit dels quals al castell, i quatre en aquesta torre.